# Eurithia tadzhica
Eurithia tadzhica là một loài ruồi trong họ Tachinidae.